# 導熱墊

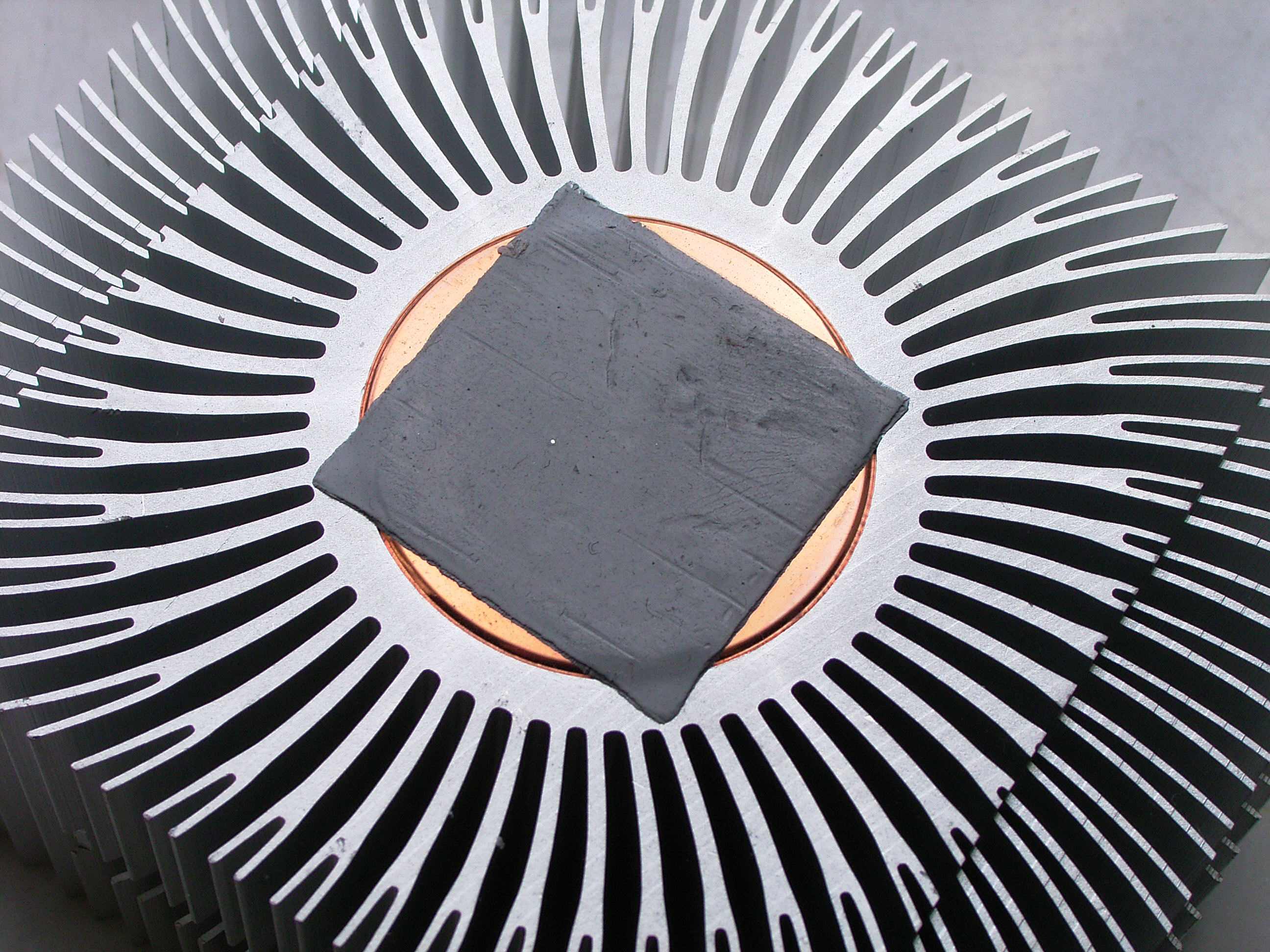
在處理器散熱片上的導熱墊

導熱墊是電腦或电子学中用到的裝置，是固體材料（石蜡或矽氧樹脂）事先成形的方形或長方形薄片，一般會放在散热片下方，讓要散熱的設備（像中央处理器或集成电路）可以進行热传导，將熱帶到铝或銅材質的散熱片。導熱墊及導熱化合物是用來填補在熱傳導過程中，固體和固體表面形成的熱接面空隙。若固體表面光滑平坦，應該就不需要導熱墊了。導熱墊一般在室溫下是硬的，但在高溫下會變軟，因此可以填補固體之間的空隙。
導熱墊可以代替散熱膏作為热界面材料。有些AMD及Intel的中央處理器在散熱片下方也有導熱墊，好處是比較乾淨，比較容易安裝。不過導熱墊的導熱效果不如散熱膏。

## 一般
在操作電子元件時，特別是電力電子元件時，有時會發生非常高的功率損耗，而這些損耗無法僅透過元件的獨立外殼來消散。因此，這些組件都配有散熱器。安裝在這些散熱器上時，不平整總是會留下阻礙熱傳導的空氣空間。因此，導熱墊的任務是取代這些間隙中的空氣，從而改善熱傳遞。
散熱器和用於散熱的組件表面之間通常需要電絕緣，因為這些表面通常具有不同的電位。用於此目的的絕緣盤也可歸類為導熱墊，因為它們由電絕緣但導熱性高的材料製成。然而，它們通常也需要使用散熱膏。